# Triumph Dolomite
Der Triumph Dolomite ist ein Pkw der unteren Mittelklasse, den die Triumph Motor Company (Teil des British-Leyland-Konzerns) in Canley bei Coventry als Nachfolger des 1500 herstellte. Er lief von Januar 1972 bis August 1980 vom Band.

## Geschichte
Der Dolomite war Triumphs letzte Baureihe der unteren Mittelklasse (Codename: Project Ajax), die Anfang 1965 mit dem Triumph 1300 startete. Der 1300 sollte den Triumph Herald ersetzen und war ursprünglich mit einem 1,3 Liter großen Reihen-Vierzylindermotor und Frontantrieb ausgestattet. Im September 1970 löste ihn der 1500 mit umgestalteter Front und überarbeitetem Heck ab, der von Giovanni Michelotti entworfen worden war und über den größeren Motor mit 1500 cm³ Hubraum verfügte.
Triumph aber war unzufrieden mit den Verkaufszahlen des 1300. Obwohl er sich leidlich verkaufte, erreichte er niemals den Erfolg des einfacheren und billigeren Herald. So überarbeitete das Unternehmen den Wagen erneut und brachte ihn zur gleichen Zeit wie den Nachfolger 1500 als Toledo heraus, eine billigere und einfachere Variante mit Hinterradantrieb. Sie wurde zusammen mit dem nun stärker motorisierten Frontantriebsmodell vermarktet.

## Der Dolomite

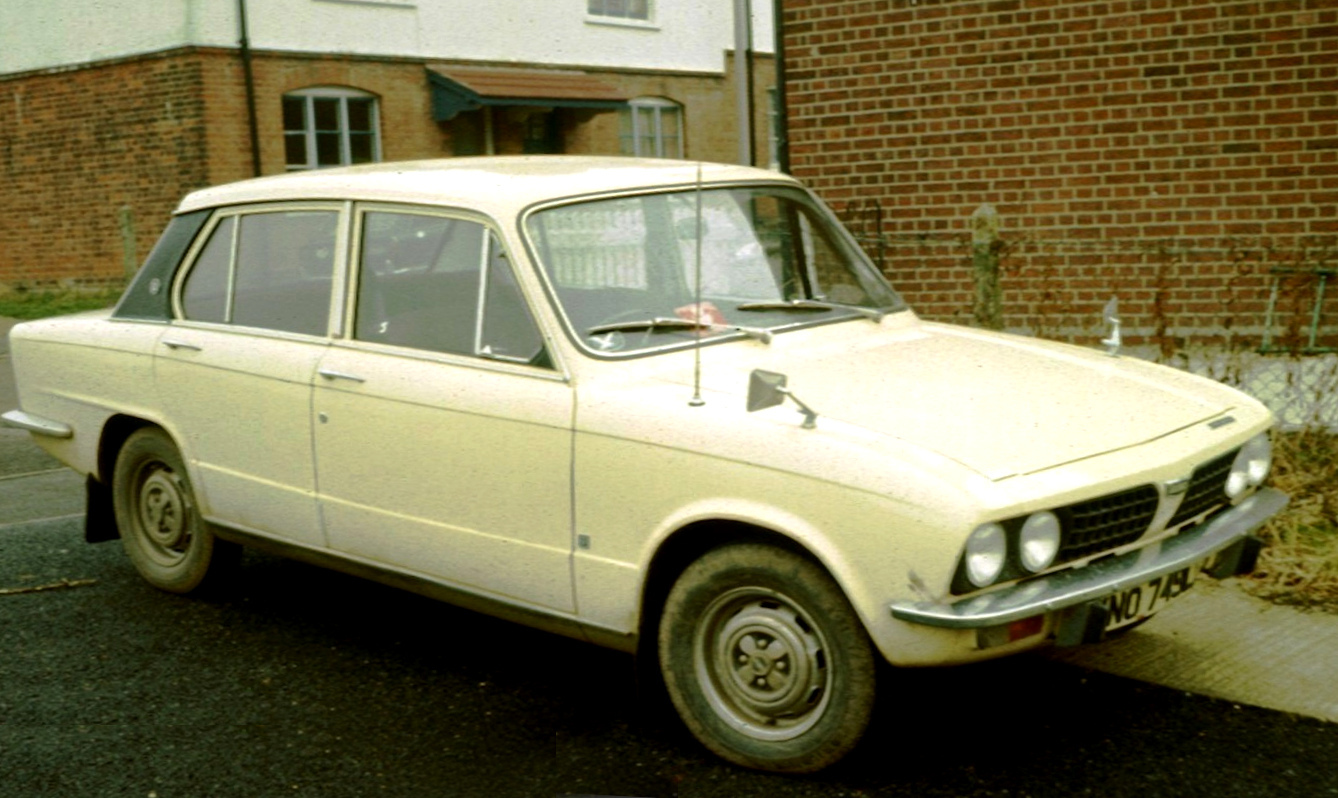
Triumph Dolomite (1973)

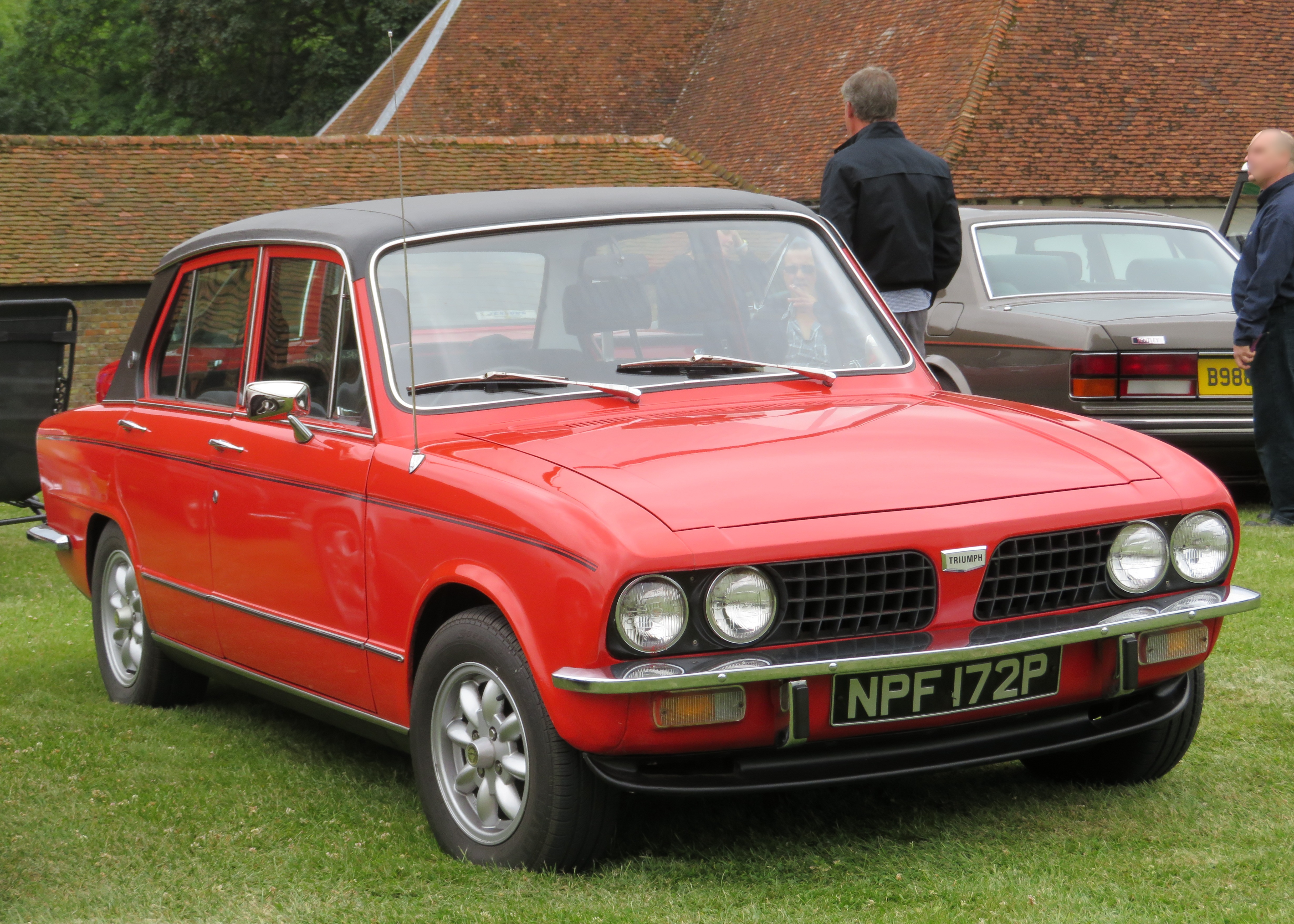
Triumph Dolomite (1976)

Der Triumph Dolomite wurde auf der London Motor Show im Oktober 1971 vorgestellt, aber der Serienstart verzögerte sich aufgrund von Streiks und anderen Schwierigkeiten in der Automobilindustrie bis Oktober 1972. Der Wagen war als Nachfolger für die besseren Varianten des 1500 und auch für den Vitesse, eine sportliche Ausgabe des Herald, gedacht. Den Namen „Dolomite“ hatte Triumph schon vor dem Zweiten Weltkrieg für eine Modellreihe verwendet und belebte ihn wieder für die neue Baureihe. Die Wagen hatten die längere Karosserie des frontgetriebenen 1500, aber größtenteils die Mechanik des Heckantriebsmodells Toledo.
Anfangs gab es nur eine Version des Dolomite, die den Vierzylinder-Reihenmotor von Triumph mit 1854 cm³ mit 91 bhp (68 kW) hatte und ordentliche Fahrleistungen bot. Diese Motorenversion verkaufte Triumph schon an Saab für deren Modell 99.
Der Wagen war für den damals neuen Sektor der sportlichen Mittelklasse-Limousinen gedacht, sollte gegen Fahrzeuge wie den BMW 2002 und den Ford Cortina GXL antreten und wurde auf hohem Ausstattungsniveau angeboten. Dazu gehörten Doppelscheinwerfer, eine Zeituhr, umfangreiche Instrumentierung, Komfortsitze und -teppiche, eine heizbare Heckscheibe und ein Zigarettenanzünder. Im Styling unterschied sich der Wagen kaum vom 1500, bekam aber einige Neuerungen wie ein mattschwarzes Heckabschlussblech, vinylverkleidete C-Säulen und neue Radkappen. Der Wagen beschleunigte von 0 auf 100 km/h in etwas mehr als 11 Sekunden und erreichte eine Höchstgeschwindigkeit von 170 km/h. Bald gab es auf Wunsch auch ein Getriebe mit Overdrive, das das Drehzahlniveau und den Kraftstoffverbrauch bei höheren Geschwindigkeiten senkte. Ein Automatikgetriebe zählte ebenfalls zu den Extras.

## Dolomite Sprint

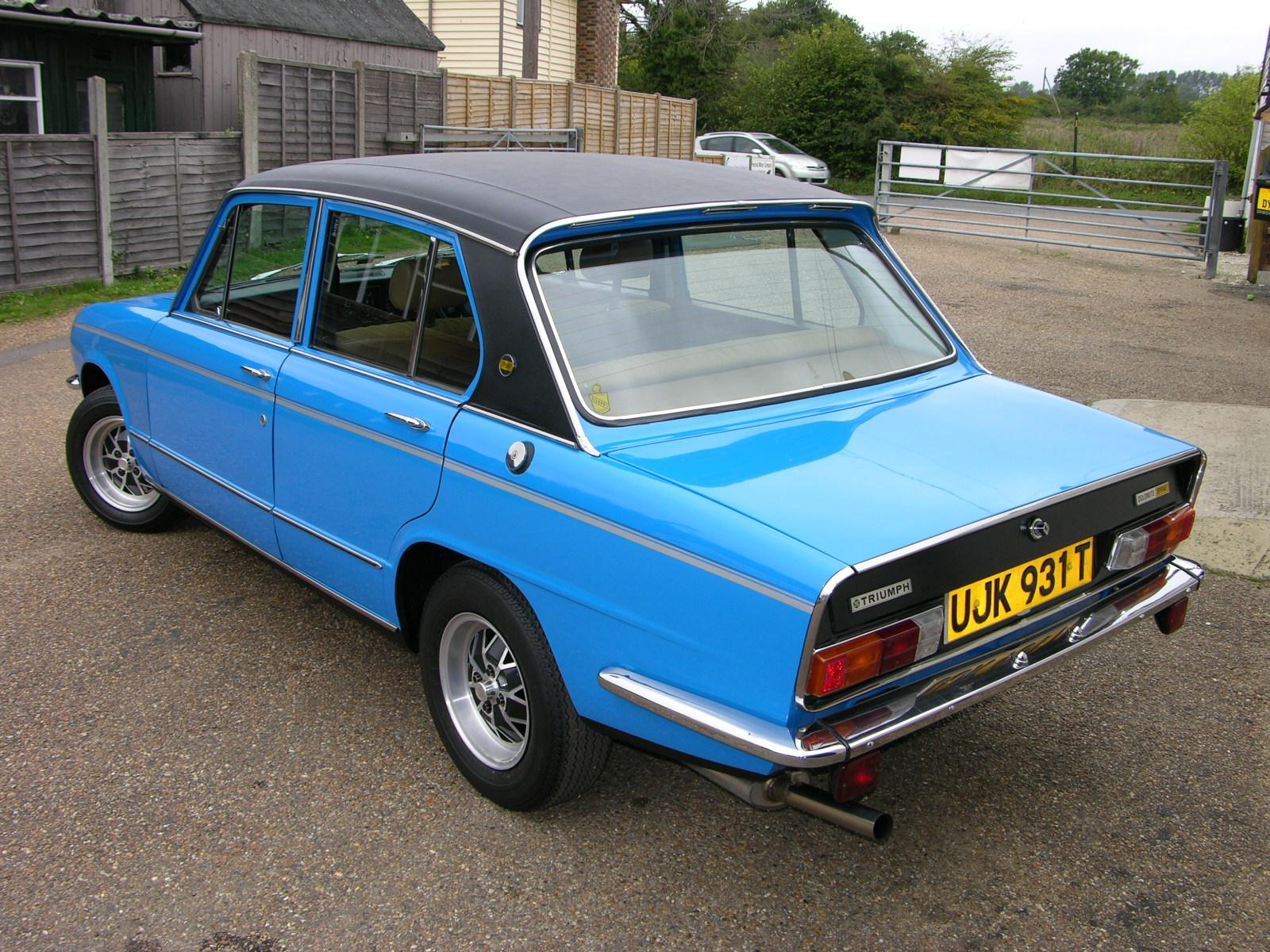
Triumph Dolomite Sprint (1974)

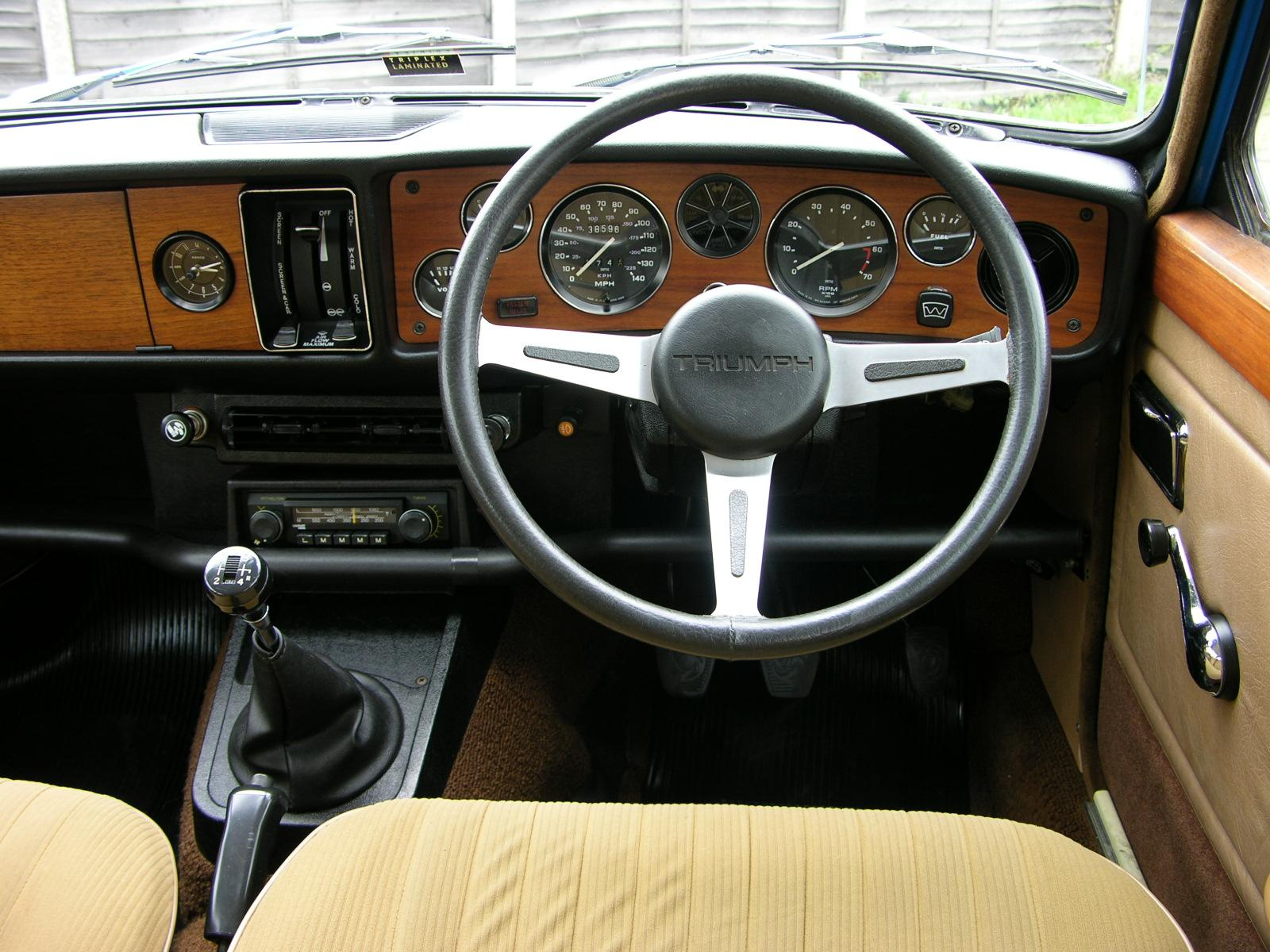
Cockpit

Obwohl sich der Dolomite als modern und schnell erwies, hatten seine Wettbewerber, wie der BMW 2002, doch einen Leistungsvorsprung, was den Triumph sowohl Prestige als auch Verkäufe kostete. Um hier Abhilfe zu schaffen, brachte Triumph im Juni 1973 den Dolomite Sprint heraus. Ein Entwicklungsteam unter Spen King entwarf einen 16-Ventil-Zylinderkopf mit nur einer obenliegenden Nockenwelle, die die Einlassventile direkt über Tassenstößel und die Auslassventile über Kipphebel betätigte. Der Hubraum des Motors wurde auf 1998 cm³ vergrößert, was in Verbindung mit einem größeren Vergaser für eine Leistung von 127 bhp (95 kW) sorgte. Dies war deutlich mehr als bei der 1,9-l–Variante, wenn auch das ursprüngliche Ziel von 135 bhp (101 kW) nicht erreicht wurde.
Obwohl die British-Leyland-Ingenieure Testmotoren bis zu 150 bhp (112 kW) entlocken konnten, war eine zuverlässige Serienfertigung in dieser Qualität nicht erreichbar. Die Serienmaschinen lieferten zwischen 125 bhp (93 kW) und 130 bhp (97 kW). Deshalb ersetzte nach kurzer Ankündigung „Dolomite Sprint“ die ursprüngliche Modellbezeichnung „Dolomite 135“.
Wegen des neuen Motors gilt der Dolomite Sprint als erstes wirkliches Serienfahrzeug mit Mehrventiltechnik. Die Konstruktion des Zylinderkopfes gewann 1974 den Preis des britischen Design Council. Die Fahrleistungen waren exzellent: Beschleunigung von 0 auf 100 km/h in 8,4 Sekunden und eine Höchstgeschwindigkeit von 192 km/h. Die Ausstattung entsprach der des 1850, aber Aluräder waren serienmäßig (auch zum ersten Mal bei einem britischen Wagen), ebenso wie ein mit Kunstleder bezogenes Dach, ein Frontspoiler, doppelte Auspuffrohre und die Tieferlegung. Der 1850 hatte nun Sitzbezüge aus Stoff und der Sprint bekam die gleichen.
Wegen des höheren Drehmoments des neuen Motors mussten die Antriebskomponenten verstärkt werden. Getriebe und Differenzial wurden durch die des Triumph TR6 ersetzt, jedoch mit einer engeren Gangstufung. Die Bremsen wurden verbessert, vorne mit neuartigen Belägen und hinten mit größeren Trommeln und einem beladungsabhängigen Bremsventil. Auf Wunsch war auch ein Sperrdifferenzial erhältlich. Auch gab es als Sonderausstattung die vom 1850 bekannten Optionen Overdrive oder Automatikgetriebe.
Bei seinem Erscheinen kostete der Sprint £ 1740, ein recht günstiger Preis im Vergleich zu seinen Wettbewerbern. Seine praktischen vier Türen machten den Dolomite Sprint auch zu einer interessanten Wahl als ersten Dienstwagen für junge Manager. Das britische Magazin The Motor pries den Wagen in seinem Testbericht, der mit „Britain leads the way“ (dt.: Britannien weist den Weg) untertitelt war: „… der Sprint ist die Antwort auf die Gebete vieler Leute. Er ist gut ausgestattet, kompakt und doch erstaunlich geräumig. Leistung ist im Überfluss vorhanden, aber er ist sparsam im Umgang mit Treibstoff, und die Manieren des Modells sind untadelig. (…) Das Wichtigste von allem: Es ist ein Auto, das erstaunlich zufriedenstellend zu fahren ist.“
Ab Mai 1975 wurden Overdrive und getönte Fenster serienmäßig geliefert. Zusätzlich wurden alle Sprint mit seitlichen Zierleisten, einer Kunststoffabdeckung für den Schalthebel und einem Außenspiegel auf der Fahrerseite ausgestattet. Kopfstützen gab es gegen Aufpreis.
Ab März 1976 waren auch Kopfstützen, Radio und Verbundglaswindschutzscheibe serienmäßig.
Im letzten Produktionsjahr 1980 wurden, entsprechend den neuen britischen Vorschriften, auch zwei Nebelschlussleuchten mitgeliefert.

## Motorsport

### Tourenwagen
Der Dolomite Sprint fuhr in der British Touring Car Championship von 1974 bis 1978. Die Wagen hatten einigen Erfolg: Andy Rouse gewann den Wettbewerb 1975 und erreichte zusammen mit seinem Teamkollegen Tony Dron die Konstrukteursmeisterschaft 1974.
Ein Sprint, der von Rouse und Dron gefahren wurde, erreichte einen fünften Platz im 24-Stunden-Rennen von Spa-Francorchamps im Juli 1974. Im September erreichte Dron in einem Sprint den dritten Platz in der Gesamtwertung der RAC Tourist Trophy 1974. 1975 gewann Andy Rouse die BTCC in einem Sprint. 1976 meldete Broadspeed nur einen Dolomite Sprint in der ‚British Saloon Car Championship’’, wobei Rouse Zweiter in der 2-Liter-Klasse wurde. 1977 fuhr nicht mehr Rouse, sondern Dron den von Broadspeed hergerichteten Dolomite Sprint. Dron schaffte es, nicht weniger als sieben von zwölf Rennen gegen harte Konkurrenz zu gewinnen. Er verpasste den Gesamtsieg nur knapp wegen eines Reifenschadens, als er im letzten Rennen um mehr als eine Minute in Führung lag. 1978 meldete Broadspeed nur einen einzigen Dolomite Sprint (gefahren von Dron), gewann aber nur ein Rennen, wenn auch der Sprint noch die Klasse B im letzten Jahr eines Werkswagenengagements in der British Saloon Car Championship gewann.

### Rallye
Wegen seiner schwereren Karosserie und der empfindlichen Maschine war der Dolomite Sprint bei Rallyes weniger erfolgreich. Ausfälle waren häufig und so beendete nicht ein Dolomite Sprint 1974 eine Rallye.
1975 verbesserten sich die Dinge etwas, da ein von Brian Culcheth und Johnstone Syer pilotierter Sprint den 11. Platz des Gesamtklassements der Welsh Rally im Mai 1975 belegte (Zulassungsnr. FRW 812L). Bald darauf folgte ein eindrucksvoller zweiter Platz im Gesamtklassement der Tour of Britain im August 1975 und in der Lombard RAC Rally gewannen Culcheth und Syer die Gruppe 1 und waren Klassenbeste.
Im Januar 1976 gewannen Tony Pond und D. Richards die Gruppe 1 der Tour of Dean Rally. Im gleichen Monat belegten Culcheth und Syer den fünften Rang im Gesamtklassement der Snowman Rally und den siebten Rang im Gesamtklassement der Mintex Rally einen Monat später, wobei Tony Pond und D. Richards Erste der Gruppe 1 wurden. Culcheth und Syer schieden in der Granite City Rally im März aus, während Pond und Richards Vierte im Gesamtklassement wurden und die Gruppe 1 gewannen. Culcheth und Syer wurden Zweite im Gesamtklassement der Tour of Britain und in der Manx Trophy Rally im August, während P. Ryan und F. Gallagher den neunten Rang im Gesamtklassement belegten. P. Ryan und M. Nicholson gewannen auch die Gruppe N der Lindisfarm Rally im Oktober und sie wurden Zweite der Gruppe 1 bei der Castrol '76.
Ab Mai 1976 wurde der Dolomite Sprint zusammen mit dem TR7 eingesetzt, bevor ihn das Unternehmen aus dem Rallyesport zugunsten des TR7 V8 abzog. In der Lombard RAC Rally 1976 fiel der Sprint mit Motorschaden aus. 1977 war die letzte Saison, in der Sprint-Werkswagen an Rallyes teilnahmen. Ryan und Nicholson gewannen die Gruppe 1 und belegten den achten Rang im Gesamtklassement der Granite City Rally. In der Welsh Rally wurden sie Neunte im Gesamtklassement und Zweite in der Gruppe 1.
In der Scottish Rally belegten Ryan und Nicholson den zwölften Rang des Gesamtklassements und gewannen zusammen mit zwei anderen TR7 den Konstrukteurspreis. Die Manx Rally im September 1977 war die allerletzte Rallye, in der ein Sprint-Werkswagen startete, aber er beendete seine Karriere mit einem Höhepunkt, da er den siebten Rang im Gesamtklassement belegte und die Gruppe 1 gewann (sowohl „Klasse 1“ als auch „Production“-Klasse).

## Rationalisierung der Modellpalette
Ab 1975 war die Triumph-Modellpalette komplex geworden und enthielt viele Namen und Spezifikationen. Die Dolomite-Karosserie war immer noch als Grundmodell Toledo (mit kurzem Kofferraum, 1296 cm³-Motor (ohv) und Hinterradantrieb), als 1500 TC (mit normalem Kofferraum, 1493 cm³-Motor (ohv) und Hinterradantrieb) und als Dolomite bzw. Dolomite Sprint (mit normalem Kofferraum, 1854 cm³- bzw. 1998 cm³-Motor (ohc) und Hinterradantrieb) verfügbar. Im Frühjahr 1976 wurde die Modellpalette wie folgt rationalisiert:
- Dolomite 1300: Basismodell, Grundausstattung, Einzelscheinwerfer, 1296 cm³-Motor
- Dolomite 1500: wie 1300, jedoch mit 1493 cm³-Motor
- Dolomite 1500HL: Luxusausführung, wie beim 1850HL, jedoch mit 1493 cm³-Motor
- Dolomite 1850HL: Luxusausführung mit 1850 cm³-ohc-Motor (ab 1975: Frontspoiler)
- Dolomite Sprint: Hochleistungsausführung, Luxusausstattung, 1998 cm³-Motor mit 16 Ventilen

Der Dolomite 1300 hatte den 1,3 Liter großen Reihen-Vierzylindermotor, der aus den Maschinen der Modelle Herald und Spitfire entwickelt worden war, und ersetzte den Toledo aus Basismodell der Reihe. An der Karosserie gab es anlässlich dieses Wechsels kaum Veränderungen, nur bekam sie den langen Kofferraum der anderen Dolomite-Modelle. Der 1300 war einfacher ausgestattet, z. B. mit einzelnen Rechteckscheinwerfern anstatt Doppelscheinwerfern, einfacheren Instrumenten und Sitzen sowie dem hölzernen Armaturenbrett und den Teppichen des Toledo. Es gab keinen Zweitürer mehr. Zur Grundausstattung gehörten umlegbare Vordersitze, Zigarettenanzünder, Anschnallwarnleuchte, Außenspiegel auf der Fahrerseite, zwei Rückfahrscheinwerfer und abblendbarer Innenspiegel. Das Armaturenbrett stammte aus dem überarbeiteten Toledo von 1975. Overdrive und Getriebeautomatik wurden nicht angeboten.
Das nächsthöhere Modell war der Dolomite 1500, der das Modell 1500 ersetzte. Der Dolomite 1500 entsprach dem 1300, hatte aber einen größeren Motor mit 1500 cm³ Hubraum und zwei Vergaser. Overdrive oder automatisches Getriebe waren auf Wunsch erhältlich.
Der Dolomite 1500HL war grundsätzlich ähnlich ausgestattet wie das Luxusmodell 1850HL, hatte aber den gleichen Motor wie der Dolomite 1500. Die Fahrleistungen waren gut und Overdrive oder automatisches Getriebe gab es ebenfalls auf Wunsch. Die Ausstattung des 1500HL war viel besser als die des 1500, z. B. gab es einen Drehzahlmesser, ein Voltmeter, separate Anzeigen für Kraftstoff und Temperatur, eine Zeituhr, eine höheneinstellbare Lenksäule, eine Höhenverstellung für den Fahrersitz, Kopfstützen, Taschen an den Rückseiten der Vordersitze, eine klappbare Armauflage hinten und Walnusstürverkleidungen oben an allen vier Türen.
Bei den neuen 1500-Modellen ersetzte das Unternehmen ein frontangetriebenes Modell durch ein hinterradgetriebenes, ohne dass an der Karosserie deutliche Veränderungen zu sehen gewesen wären. Zu einer Zeit, in der die meisten anderen Automobilhersteller zum Frontantrieb überschwenkten, kann die Hinwendung Triumphs zum Hinterradantrieb als Ausdruck rückständigen Denkens angesehen werden. Dabei gilt es aber zu bedenken, dass bei der großen heckgetriebenen Modellpalette von Triumph dieser Schritt deutliche Kosteneinsparungen ermöglichte.

## Letzte Änderungen
Der Dolomite in allen Varianten wurde von seiner Vorstellung bis zum Produktionsende wenig verändert. Die meisten Änderungen betrafen die Zierleisten und zusätzliche Ausstattung bei einzelnen Modellen.
1979 wurde der Dolomite SE mit einzelnen Rechteckscheinwerfern und der Karosserie des 1500 eingeführt, von dem 2163 Stück entstanden. Die Innenausstattung stammte aus den Luxusmodellen und hatte Dinge wie ein Armaturenbrett und obere Türverkleidungen aus Walnussholz, graue Velourssitze und passende Teppiche. Alle diese Autos waren schwarz lackiert und hatten breite silberne Streifen an den Fahrzeugseiten sowie die Buchstaben „SE“ an den hinteren Kotflügeln. Der SE hatte außerdem einen Frontspoiler und Räder im Stil des Spitfire. Ende der 1970er Jahre sah der Dolomite zunehmend altmodisch aus, insbesondere im Vergleich zu seinen moderneren Konkurrenten.
Im August 1980 wurde die Fertigung dieser Modellreihe, wie auch die des Triumph Spitfire, eingestellt, da Leyland das Werk in Canley schloss, um durch Schrumpfung eine Überlebenschance zu haben. Insgesamt entstanden in knapp neun Jahren 204.003 Exemplare des Triumph Dolomite.

## Ruf
Der Dolomite hat sich den Ruf der Zerbrechlichkeit erworben. Die Einführung des Dolomite fand in, insbesondere für BL und Triumph, turbulenten Zeiten statt. Eine Fülle neuer Modelle zusammen mit der vollständig neuen Konstruktion des OHC-Reihenvierzylinders brachte es mit sich, dass sich wohl nicht alle Servicemechaniker über die neuen Anforderungen der Motorpflege im Klaren waren. Insbesondere war für den neuen Motor ein gut funktionierendes Kühlsystem wichtig, da sonst Überhitzungsschäden auftraten. Dies passierte tatsächlich recht häufig, was die Reputation der Autos trübte.
Den Dolomite ist heutzutage relativ selten; in Großbritannien sind nur noch etwa 1300 Exemplare angemeldet. Dies ist aber noch viel im Vergleich zu zeitgenössischen Modellen wie dem Morris Marina.

## Heutige Situation
Der Triumph Dolomite wird weiterhin in Großbritannien, auf dem europäischen Festland und in Australien sowie in etlichen anderen Ländern im klassischen Motorsport eingesetzt.

## Potentielle Nachfolger

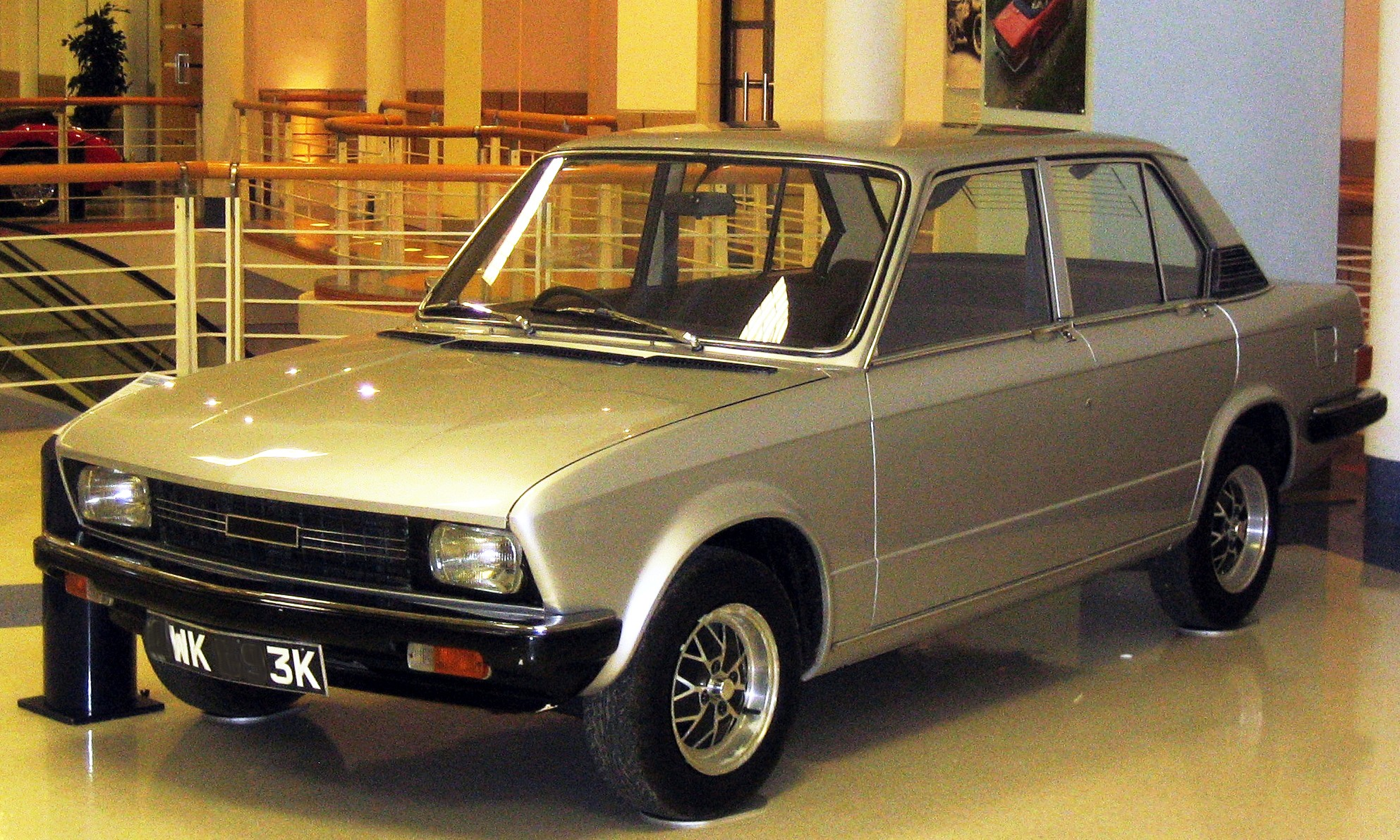
Michelotti-Facelift für den Dolomite (1971)

- 1972 stellte Giovanni Michelotti ein Facelift für den Dolomite vor. Die Grundstruktur der Dolomite-Karosserie und die Glaspartien blieben erhalten, allerdings wurden die Außenbleche geglättet. Die Türgriffe wurden an die obere Kante der Türbleche verlagert. Vorn waren eckige Scheinwerfer vorgesehen, am Heck wurden die Rückleuchten des Sportwagens TR6 verbaut. Das Auto erhielt größere Stoßstangen, die mit schwarzem Kunststoff verkleidet waren. Insgesamt erinnerte der Entwurf einige Beobachter an die Karosserie des Fiat 132.[20] Michelotti stellte einen Prototyp her, der noch existiert. Sein Entwurf wurde nicht für das Serienmodell übernommen.

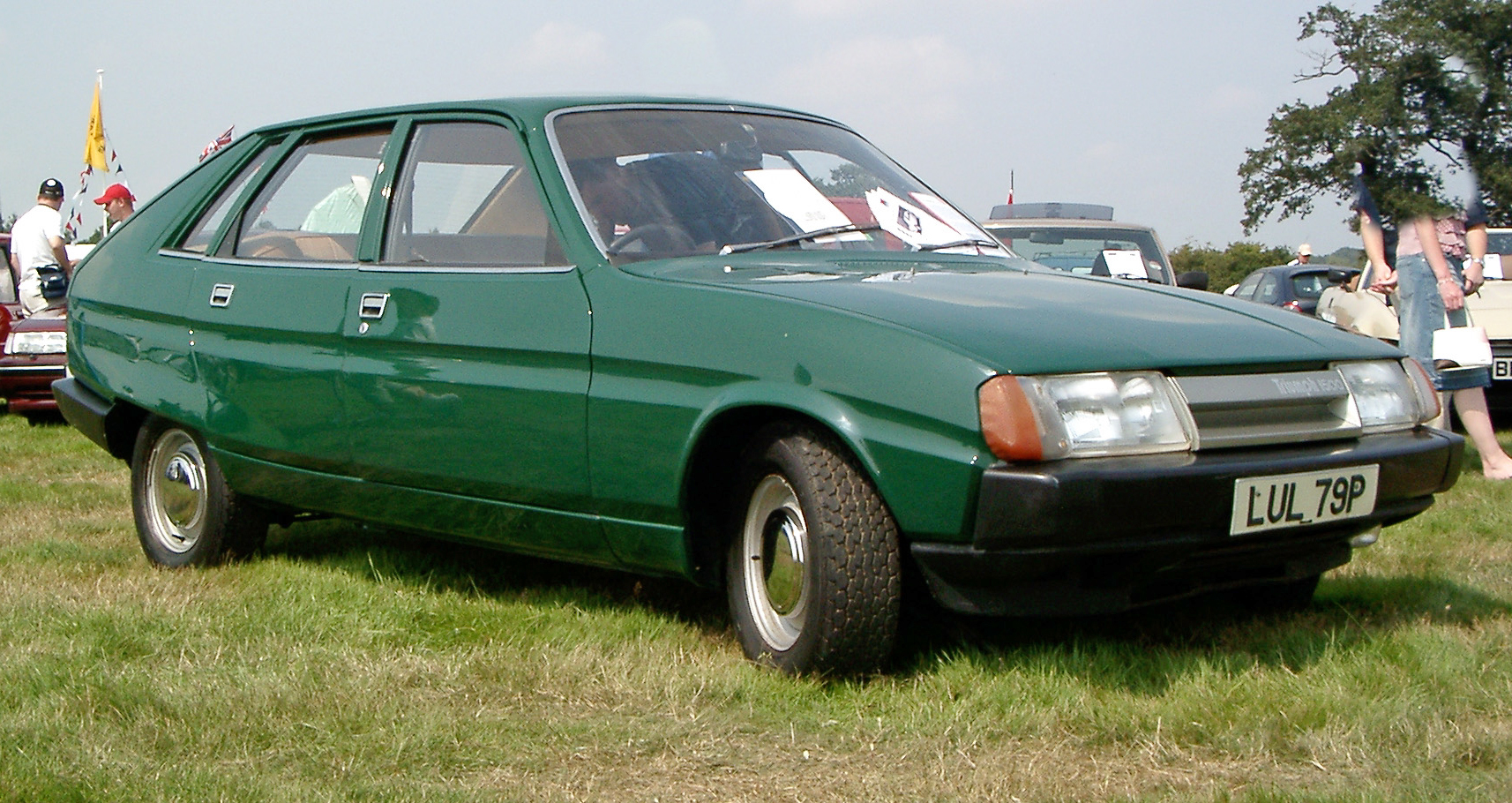
Triumph SD2

- Ab 1970 arbeitete British Leyland an einem Nachfolgemodell, das die Bezeichnung Triumph SD2 erhielt. Obwohl das Modell bis zur Serienreife entwickelt wurde, ging es nicht in Produktion; 1975 wurde das Projekt eingestellt.[21] Ein mittelbarer Nachfolger erschien erst 1983 mit dem von einer Honda-Konstruktion abgeleiteten Triumph Acclaim.

## Vom Dolomite abgeleitete Fahrzeuge
Der Panther Rio, zwischen 1975 und 1977 hergestellt bei Panther Westwinds, basierte auf dem Dolomite 1850, wurde aber mit Aluminiumblechen neu eingekleidet und bekam eine ganz neue Innenausstattung. Es gab auch den Panther Rio Especiale, der auf dem Dolomite Sprint beruht.
Der Latham F2 hatte die Mechanik des Dolomite (üblicherweise des Modells Sprint), aber eine GFK-Sportwagenkarosserie.
Der frühe Robin Hood S7 enthielt den Hilfsrahmen und mechanische Komponenten des Dolomite in Verbindung mit einer Monocoque-Karosserie aus Edelstahl. Spätere Robin Hood wurden auf Grundlage von Ford-Fahrzeugen gebaut.